# Bedford County, Tennessee
Bedford County är ett administrativt område i delstaten Tennessee, USA, med 45 058 invånare. Den administrativa huvudorten (county seat) är Shelbyville.

## Geografi
Enligt United States Census Bureau har countyt en total area på 1 230 km². 1 227 km² av den arean är land och 3 km² är vatten.

### Angränsande countyn
- Rutherford County - nord
- Coffee County - öst
- Moore County - sydost
- Lincoln County - syd
- Marshall County - väst